# Culmberg
Culmberg ist ein Gemeindeteil der Gemeinde Haag im Landkreis Bayreuth (Oberfranken, Bayern). Culmberg liegt in der Gemarkung Obernschreez.

## Geografie
Der aus mehreren Einzelsiedlungen bestehende Weiler liegt am Fuße des Sophienberges (594 m ü. NHN). Gemeindeverbindungsstraßen führen nach Obernschreez (1 km östlich) und zur Kreisstraße BT 5 bei Spänfleck (0,9 km südwestlich).

## Geschichte
Gegen Ende des 18. Jahrhunderts bestand Culmberg aus 6 Anwesen (2 Halbhöfe, 4 Sölden). Die Hochgerichtsbarkeit stand dem bayreuthischen Stadtvogteiamt Bayreuth zu. Die Dorf- und Gemeindeherrschaft sowie die Grundherrschaft über alle Anwesen hatte das Amt St. Johannis.
Von 1797 bis 1810 unterstand der Ort dem Justiz- und Kammeramt Bayreuth. Mit dem Gemeindeedikt wurde Culmberg dem 1812 gebildeten Steuerdistrikt Haag zugewiesen. Zugleich entstand die Ruralgemeinde Culmberg. Sie war in Verwaltung und Gerichtsbarkeit dem Landgericht Bayreuth zugeordnet und in der Finanzverwaltung dem Rentamt Bayreuth. Mit dem Gemeindeedikt von 1818 erfolgte die Eingemeindung nach Obernschreez. Am 1. April 1939 erfolgte die Eingliederung in die neu gebildete Gemeinde Schreez, die ihrerseits am 1. Mai 1978 im Zuge der Gebietsreform in Bayern nach Haag eingemeindet wurde.

### Baudenkmäler
- Überreste des Schlosses Sophienberg

### Einwohnerentwicklung
| Jahr      | 001819 | 001822 | 001861 | 001871 | 001885 | 001900 | 001925 | 001950 | 001961 | 001970 | 001987 |
| Einwohner | 45     | 43     | 51     | 36     | 53     | 50     | 46     | 42     | 31     | 30     | 28     |
| Häuser    |        | 7      |        |        | 7      | 7      | 7      | 6      | 6      |        | 6      |
| Quelle    | [ 9 ]  | [ 6 ]  | [ 10 ] | [ 11 ] | [ 12 ] | [ 13 ] | [ 14 ] | [ 15 ] | [ 16 ] | [ 17 ] | [ 1 ]  |

## Religion
Culmberg ist seit der Reformation evangelisch-lutherisch geprägt und nach St. Marien (Gesees) gepfarrt.